# L'impero di Azad
L'impero di Azad (The Player of Games - letteralmente "Il giocatore") è un romanzo di fantascienza di Iain M. Banks del 1988. È stato il secondo capitolo dedicato alla sua società utopistica della Cultura e viene considerato il libro più immediatamente accessibile dell'intero ciclo, fungendo meglio da introduzione rispetto al primo libro, Pensa a Fleba.

## Trama
Chiark Gavant-sha Gernow Morat Gurgi Dam Hazeze, meglio noto come Gurgeh, è un tipico cittadino della Cultura e, come ogni membro di questa società edonistica e progredita, trascorre tutto il suo tempo alla ricerca di nuovi svaghi. Gurgeh non è però un cittadino qualsiasi, è considerato infatti il più grande campione di giochi della Cultura, esperto imbattibile di ogni gioco conosciuto e capace di padroneggiare in breve tempo qualsiasi nuovo gioco, non importa quanto complesso, e battere qualsiasi avversario. Per questa sua capacità viene reclutato contro la sua volontà dalla sezione Contatto della Cultura per partecipare ad un'importante missione presso una civiltà aliena.
L'Impero di Azad è una civiltà recentemente scoperta dalla Cultura che abbraccia un volume di numerosi sistemi stellari. La sua caratteristica più evidente è la passione degli abitanti per il gioco di Azad, una sorta di gioco da tavolo su vasta scala, la cui importanza è testimoniata dal fatto che l'impero stesso prende addirittura il suo nome da esso. Tale importanza deriva dal fatto che, per gli abitanti, Azad non è un semplice gioco. Essi infatti credono che la sua incredibile complessità sia allo stesso livello della realtà stessa, quindi il gioco viene usato come strumento di selezione per ogni carica pubblica dell'impero, maggiore è l'abilità del giocatore, maggiore è la carica a cui può aspirare. Persino la carica d'imperatore è assegnata al più abile giocatore dell'impero.
L'impero di Azad, pur essendo una civiltà interstellare e quindi tecnologicamente avanzata, è decisamente arretrata dal punto di vista sociale. Le rigide divisioni sociali e le differenze fra i sessi (gli abitanti di Azad ne hanno tre: maschi, femmine e apici) hanno prodotto una società profondamente ingiusta. Inoltre una generale scarsa considerazione per il valore della vita e per i diritti dell'individuo portano spesso a casi di efferata violenza che a volte assumono, specialmente per le classi superiori, i connotati di un vero e proprio divertimento.
Una delle funzioni principali della sezione Contatto della Cultura è quella di intervenire nello sviluppo di civiltà più arretrate allo scopo di aiutarne lo sviluppo e indirizzarlo verso i principi di equità e benessere che stanno alla base della Cultura stessa. Tali interventi sono spesso operazioni segrete, svolte all'insaputa dei diretti interessati e possono assumere diverse forme. Nel caso di Azad la modalità d'intervento scelto consiste nel destabilizzare l'impero tramite il suo elemento di coesione: il gioco. A questo scopo viene chiesto al governo di Azad di far partecipare al principale torneo della capitale un cittadino della Cultura come semplice ospite, tuttavia il Contatto invia Gurgeh, il più grande campione di giochi della Cultura. Questi, da prima riluttante e ignaro del vero scopo della missione, comincia ben presto a vincere gara su gara fra lo sconcerto dei governanti locali. Fra una partita e l'altra trova inoltre il tempo di esplorare la cultura di Azad e, con la guida occulta del Contatto, viene a conoscenza del suo lato peggiore. I continui shock di tali scoperte sconvolgono la coscienza di Gurgeh, abituata alla società illuminata della Cultura e lo portano a concentrarsi sul gioco con tutte le sue capacità fino a giungere alla partita finale con l'imperatore in persona, partita da cui dipende la successione dell'impero. L'esito disastroso della partita getterà nel caos più totale l'istituzione imperiale aprendo la strada ad un più diretto intervento del Contatto.
Per quanto la sua missione si riveli un successo però, l'esperienza vissuta e la scoperta di essere stato per tutto il tempo solo una pedina lasceranno un segno indelebile nella mente di Gurgeh.

## Critica
È stata descritta da Kirkus Reviews come "Prevedibile, certo, e meno fantasiosa di Pensa a Fleba, ma tecnicamente molto più solida: opera realizzata dignitosamente, spesso avvincente nonostante alcuni momenti di lentezza."

## Edizioni
- (EN) Iain M. Banks, The Player of Games, Orbit Books, 1988,  p. 309, ISBN 1-85723-146-5.
- Iain M. Banks, L'impero di Azad, traduzione di Anna Feruglio Dal Dan, collana Cosmo Argento n° 212, Editrice Nord, 1990,  p. 352, ISBN 88-429-0214-4.